# تضيق الصمام التاجي
ضيق الصمام التاجي أو تضيق الصمام المترالي مرض قلبي صمامي يتسم بضيق فتحة الصمام التاجي الموجود في القلب.

## نظرة عامة على المرض
عندما يقوم القلب بوظيفته الفسيولوجية الطبيعية، فإن الصمام التاجي ينفتح أثناء انبساط البطين الأيسر، وذلك للسماح بتدفق الدم من الأذين الأيسر إلى البطين الأيسر. ويتمكن الدم من التدفق في الاتجاه الصحيح لأنه خلال هذه المرحلة من الدورة القلبية يكون الضغط في البطين الأيسر أقل من الضغط في الأذين الأيسر، حيث يتدفق الدم تحت تأثير الفرق الضغطي. أما في حالة ضيق الصمام التاجي، لا ينفتح الصمام التاجي بالكامل. وحتى يتم نقل كمية الدم نفسها، يحتاج الأذين الأيسر إلى ضغط أعلى من معدله الطبيعي للتغلب على زيادة الفرق الضغطي.

## أسباب المرض

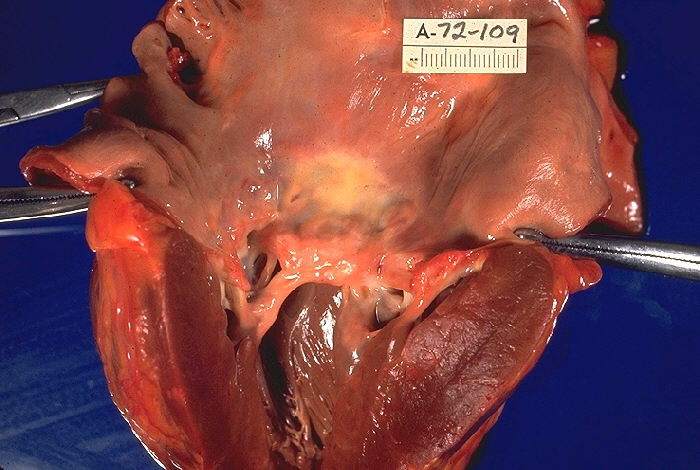
صورة تشريحية لقلب يعاني من مرض القلب الروماتيزمي وتظهر به علامات مميزة للمرض (زيادة سمك الصمام التاجي والأربطة الوترية وتضخم عضلة البطين الأيسر).

تعود معظم حالات الإصابة بضيق الصمام التاجي إلى إصابة القلب بأحد الأمراض الناتجة عن الحمى الروماتيزمية، وما يترتب عليها من الإصابة بحالة مرض القلب الروماتيزمي. توجد - أيضًا - أسباب أقل شيوعًا تؤدي إلى ضيق الصمام التاجي وتتضمن: تكلس شرفات الصمام التاجي. كذلك، يتسبب وجود مرض قلبي خِلقي في الإصابة بضيق الصمام التاجي. ومع ذلك، فإن هناك أسبابًا رئيسية لضيق الصمام التاجي ومنها وجود شق في الصمام التاجي.
ومن الأسباب الأخرى التي تعزي إليها الإصابة بضيق الصمام التاجي التهاب بطانة القلب (الشغاف) الجرثومي؛ حيث إن النوابت الجرثومية (vegetations) قد تزيد من احتمالات الإصابة بضيق الصمام.

## الأعراض
تعد حمى الروماتزم في الطفولة إلى حد بعيد السبب الأكثر شيوعا للتضيق التاجي، فهي قد تؤذي الصمام القلبي وتؤدي إلى تندّبه مما يقود إلى مشاكل لاحقا في الحياة، ويكون ذلك في الشباب عادة.
ومن النادر أكثر أن ينجم التضيق التاجي عن مرض قلبي خلقي أو عن ترسبات الكالسيوم التي تتراكم على مر السنين؛ ويعتقد بعض الخبراء بسبب فيروسي، لكن لا يوجد حالياً ما يؤكد ذلك.
قد لا تظهر الأعراض عند المريض لعدة سنوات، حتى في التضيّق التاجي الهام؛ ولكن عندما تظهر الأعراض (في الثلاثينات من العمر عادة)، وأعراض تضيق الصمام المترالي تشبه تماماً أعراض فشل القلب أو أو آلام في الصدر أو نفث الدم .وأهم الاعراض هي:
التعب إرهاق .ضيق التنفّس (لا سيّما بعد الجهد وفي الليل أو عند الاضطجاع)؛ ويمكن أن تعاني من انزعاج صدري أو خفقان أو من هجمات متكرّرة لالتهاب القصبات؛ وقد يكون هناك احتمال لحدوث السكتة احياناً- زيادة سرعة ايقاع ضربات القلب (خفقان).

## فسيولوجيا المرض
تتراوح المساحة الطبيعية لفتحة الصمام التاجي بين 4 و6 سم2. وفي الظروف الطبيعية، لا يعوق الصمام التاجي في حالته الطبيعية تدفق الدم من الأذين الأيسر إلى البطين الأيسر أثناء انبساط البطين، ويكون الضغط في كل من الأذين الأيسر والبطين الأيسر أثناء انبساط البطين متساويًا. ونتيجةً لذلك، يمتلئ البطين الأيسر بالدم في بداية انبساط البطين، بالإضافة إلى ضخ كمية إضافية صغيرة من الدم عن طريق انقباض الأذين الأيسر (فيما يعرف باسم "الدفعة القلبية") في نهاية انبساط البطين.
وعندما تقل مساحة فتحة الصمام التاجي لتصبح أقل من 2 سم2، فإن هذا الصمام يتسبب في إعاقة تدفق الدم إلى البطين الأيسر - الأمر الذي يترتب عليه وجود فرق ضغطي عبر الصمام التاجي. وقد يزيد هذا الفرق في حالة زيادة معدل ضربات القلب أو معدل ضخ القلب للدم. ومن الجدير بالذكر أنه كلما زاد فرق الضغط عبر الصمام التاجي، زاد معه مقدار الوقت اللازم لامتلاء البطين الأيسر بالدم. وبالتالي، يحتاج البطين الأيسر لدفعة قلبية من الأذين حتى يمتلئ بالدم. كذلك، عندما يزيد معدل ضربات القلب، يقل الوقت الذي يكون فيه البطين في وضع الانبساط حتى يمتلئ بالدم (تسمى فترة الامتلاء الانبساطي). أما إذا زاد معدل ضربات القلب عن حد معين، تكون فترة الامتلاء الانبساطي حينئذ غير كافية لملء البطين بالدم، كما يرتفع الضغط تدريجيًا في الأذين الأيسر؛ مما يؤدي إلى الإصابة باحتقان رئوي.
وإذا قلت مساحة فتحة الصمام التاجي عن 1 سم2، سوف تكون هناك زيادة في الضغط بالأذين الأيسر (ويعمل هذا الضغط على دفع الدم عبر الصمام المصاب بالضيق). وبما أن الضغط الانبساطي الطبيعي في البطين الأيسر هو 5 ملليمتر زئبقي تقريبًا، فإن وجود فرق في الضغط عبر الصمام التاجي - والذي يقدر بنحو 20 ملليمتر زئبقي نتيجة إصابته بالضيق الشديد - سوف يؤدي إلى رفع الضغط في الأذين الأيسر ليصل إلى 25 ملليمتر زئبقي تقريبًا. وينتقل هذا الضغط الموجود في الأذين الأيسر بدوره إلى الجملة الوعائية الرئوية مسببًا ارتفاع ضغط الدم الرئوي. وبعدها، يتسبب ضغط الدم في الشعيرات الدموية الرئوية عند هذا المستوى في اختلال التوازن بين الضغط الهيدروستاتيكي والضغط الجرمي، مما يؤدى إلى تسرب الدم خارج الشجرة الوعائية وانصبابه في الرئتين (مسببًا مرض قصور القلب الاحتقاني الذي يسبب الأوديما الرئوية).
هذا وتؤدي الزيادة المستمرة في الحمل الضغطي بالأذين الأيسر إلى زيادة حجمه. وكلما زاد حجم الأذين الأيسر، يصبح أكثر عرضة للإصابة بداء الارتجاف الأذيني. أما إذا حدثت الإصابة بالارتجاف الأذيني بالفعل، فإنه يتعذر حينها قيام الأذين بعمل الدفعة القلبية (نظرًا لأنها تحدث فقط مع الانقباض الطبيعي للأذين).
يعتمد امتلاء البطين الأيسر في الأشخاص الذين يعانون من ضيق الصمام التاجي الشديد على الدفعة القلبية التي يقوم بها الأذين. وبالتالي، يمكن أن يتسبب انعدام وجود الدفعة القلبية نتيجة الإصابة بالارتجاف الأذيني في حدوث انخفاض شديد في معدل ضخ القلب للدم، وبالتالي الإصابة بقصور القلب الاحتقاني المفاجئ.
يتعرض المرضى الذين يعانون من ضيق الصمام التاجي لسلسلة من التغيرات في الديناميكية الدموية وهو ما يتسبب في كثير من الأحيان في تدهور حالة المريض الإكلينيكية. فالانخفاض في معدل ضخ القلب للدم - المصاحب لزيادة سرعة ضربات القلب وقصر فترة الانبساط، يؤدي في كثير من الأحيان إلى الإصابة بقصور القلب الاحتقاني. بالإضافة إلى ذلك - وبمجرد حدوث حالة الارتجاف الأذيني - تصبح الإصابة بالانصمام الجهازي خطرًا حقيقيًا يتهدد المريض.

## الفحص الإكلينيكي للمريض
حال إجراء الفحص بالتسمع على المريض المصاب بضيق الصمام التاجي، يجد الطبيب أن الصوت القلبي الأول عالٍ بشكل غير طبيعي، بل وقد يكون محسوسًا مع الفحص باليد (حيث يكون نبض القمة القلبية ذي صوت نقري) بسبب بذل قوة أكبر لإغلاق الصمام التاجي. والصوت القلبي الأول هو ذلك الصوت الناتج عن إغلاق الصمام التاجي والصمام ثلاثي الشرف. وينغلق هذان الصمامان بشكل متزامن، ويسمى صوت الصمام التاجي M1، بينما يسمى صوت الصمام ثلاثي الشرف T1. وبطبيعة الحال، يصبح الصوت M1 أعلى في حالة الإصابة بضيق الصمام التاجي.
إذا كان ارتفاع ضغط الدم الرئوي الناتج عن ضيق الصمام التاجي شديدًا، فإن P2 أو المكون (الرئوي) للصوت القلبي الثاني (S2) سوف يعلو.
هذا وقد يُسمع صوت قصفة الانفتاح (opening snap) وهو صوت آخر مرتفع يصدر بعد صوت المكّون (الأورطي) (A2) للصوت القلبي الثاني (S2) والذي يرتبط بالانفتاح القوي للصمام التاجي. وينفتح الصمام التاجي عندما يكون الضغط في الأذين الأيسر أعلى من الضغط في البطين الأيسر. ويحدث هذا أثناء الانبساط البطيني (بعد انغلاق الصمام الأورطي)، حال الانخفاض الشديد في الضغط البطيني. يرتبط الضغط في الأذين الأيسر لدى الأشخاص الذين يعانون من ضيق الصمام التاجي بشدة ضيق الصمام. فكلما زادت شدة الضيق، ارتفع الضغط في الأذين الأيسر، وبالتالي ينفتح الصمام التاجي مبكرًا أثناء الانبساط البطيني.
في منتصف عملية الانبساط، سيتم سماع صوت لغط القلب - وهو صوت غير طبيعي يصدر عن القلب - وذلك بعد قصفة الانفتاح. وتعتبر منطقة القمة القلبية هي أفضل الأماكن التي يمكن سماع هذا الصوت عندها، وهو صوت لا ينتشر إلى أماكن أخرى. وبما أنه صوت منخفض الطبقة، فينبغي أن يتم التقاطه بواسطة جانب الجرس ذو الإطار المطاطي في سماعة الطبيب. وحتى يتسنى للطبيب سماع صوت لغط القلب، ينبغي أن يلتف جسم المريض جهة اليسار، كما تساعد التمارين الايزومترية أيضًا في إبراز هذا الصوت بوضوح. وقد يجد الطبيب صوت هرير عندما يضع يده فوق منطقة القمة القلبية في ناحية أمام القلب.
وتشمل العلامات الظاهرية لضيق الصمام التاجي ما يلي:
- بيغ (احمرار) وجني - ويعد ارتفاع ضغط الدم الرئوي من أبرز العلامات المميزة لمرضى ضيق الصمام التاجي
- أوديما الفقرات العجزية/الكاحل (وذمة) عند الإصابة بقصور الجانب الأيمن من القلب
- الارتجاف الأذيني - اضطراب في نبضات القلب وفقدان الموجة 'a' في الضغط الوريدي الوداجي
- جيشان جنيب القص الأيسر - وجود تضخم في البطين الأيمن بسبب الإصابة بارتفاع ضغط الدم الرئوي
- يصدر عن نبض القمة القلبية صوتًا نقريًا، وهو صوت لا ينتقل بعيدًا عن موضعه الأصلي

التغيرات التي تحدث عند تطور حالة الإصابة بالارتجاف الأذيني:
معدل ضربات القلب يتراوح ما بين 100 إلى 150 ضربة/دقيقة تقريبًا.
بشكل غير قياسي، يتعرض المريض لحالة من عدم انتظام النبض مع وجود نقص نبضي (فرق بين سرعتي النبض والقلب) أكبر من 10.
تفاوت شدة الصوت القلبي الأول.
عدم سماع قصفة الانفتاح في بعض الأحيان.
غياب موجات "a" في أوردة الرقبة.
تلاشي النفخة الانبساطية السابقة للانقباض.
احتمالات ظهور ظواهر صمية أخرى.

## التشخيص
في معظم الحالات، يكون تشخيص ضيق الصمام التاجي أسهل باستخدام تخطيط صدى القلب Echocardiography (أشعة الإيكو) الذي يُظهر تناقص انفتاح شرفات الصمام التاجي وزيادة سرعة تدفق الدم أثناء انبساط عضلة القلب. ويعتبر فرق الضغط عبر الصمام التاجي، والذي يتم قياسه بواسطة تخطيط صدى القلب بالدوبلر هو المعيار الذهبي في تقييم شدة ضيق الصمام التاجي.
وتوجد طريقة أخرى لقياس شدة ضيق الصمام التاجي وهي عبارة عن إدخال قسطرة في البطين الأيسر من القلب وقسطرة أخرى في الجانب الأيمن من القلب في الوقت نفسه. أما قسطرة الجانب الأيمن من القلب (المعروفة باسم قسطرة سوان جانز) فتوضح للطبيب متوسط الضغط الإسفيني الشعري الرئوي، وهو انعكاس لضغط الدم في الأذين الأيسر. ومن ناحية أخرى، فإن قسطرة البطين الأيسر تجعل الطبيب يعرف ضغط الدم في البطين الأيسر. وعند معرفة هذه القياسات للضغط في وقت متزامن، يصبح من الممكن تحديد فرق الضغط بين الأذين الأيسر والبطين الأيسر أثناء الانبساط البطيني، وهو علامة على شدة ضيق الصمام التاجي. ومع ذلك، فإن استخدام هذه الطريقة في تقييم مدى ضيق الصمام التاجي تميل نتائجه إلى المبالغة قليلاً، وهذا بسبب التأخر الزمني في خطوط تسجيل الضغط التي تكشف عنها قسطرة الجانب الأيمن من القلب والهبوط البطيء (على شكل حرف Y) الذي يظهر في خطوط تسجيل الضغط الإسفيني. وعلى الرغم من ذلك، إذا تم إجراء بزل عبر الحاجز أثناء قسطرة الجانب الأيمن من القلب، فيمكن قياس شدة ضيق الصمام التاجي بدقة من خلال حساب الفرق في الضغط بين البطين الأيمن والأيسر.

## التاريخ الطبيعي للمرض
يعتبر التاريخ الطبيعي لمرض ضيق الصمام التاجي الناتج عن الحمى الروماتيزمية (وهي السبب الأكثر شيوعًا للإصابة بهذا المرض) أن هذا المرض مرحلة كامنة لاعرضية تعقب المرحلة الأولية من الحمى الروماتيزمية. ويكون متوسط هذه الفترة الكامنة هو 5.2 ± 16.3 سنة. ومتى بدأت تظهر أعراض ضيق الصمام التاجي، فإن تطور الحالة في اتجاه الإصابة بالإعاقة الشديدة يحتاج إلى فترة تتراوح ما بين 4.3 ± 9.2 سنة.
وبالنسبة لمرضى ضيق الصمام التاجي الذين يرفضون إجراء جراحة الصمام التاجي على الرغم من نصيحة الأطباء لهم بإجرائها، تكون معدلات البقاء على قيد الحياة بمساعدة العلاج الطبي وحده هي %6 ± 44 في فترة خمس سنوات و%8 ± 32 في فترة عشرة سنوات بعد اقتراح جراحة التصحيح عليهم.

## طرق العلاج
تضيق المترالي يكون علاجه الأولي عن طريق الادوية الموسعة للأوعية ومدراة البول.وعلى العموم، لا يحتاج تضيّق التضيق المترالي إلى التصحيح إلى حين ظهور الأعراض؛ وتعدّ التدابير الوقائية الصحيحة تجاه التهاب الشغاف الناجم عن العدوى ضرورية. ويتطلّب التصحيح الجراحة عادة، لكن قد يكون توسيع الصمام (رأب الصمام) بالبالون Balloon Valvuloplasty خيارا علاجيا أيضا.
تشمل خيارات العلاج لضيق الصمام التاجي العلاج الطبي والاستبدال الجراحي للصمام التاجي ورأب الصمام التاجي بالبالون عبر الجلد.
عادةً ما يتطور مرض ضيق الصمام التاجي ببطء (على مدى عقود) بدءًا من ظهور العلامات الأولية لضيق الصمام التاجي وحتى ظهور أعراض التصنيف الوظيفي للجمعية القلبية في نيويورك للمصابين بمرض قلبي (وهو التصنيف الذي تتم الإشارة إليه اختصارًا بالحروف NYHA) من الفئة الثانية، ثم الإصابة بالارتجاف الأذيني التي يعقبها ظهور أعراض تصنيف NYHA الوظيفي من الفئة الثالثة أو الرابعة. ومتى بدأت تظهر أعراض تصنيف NYHA من الفئة الثالثة أو الرابعة على المريض، تزيد سرعة تطور المرض وتتدهور معها حالة المريض.
إن وصول الحالة المرضية إلى الفئة الثالثة أو الرابعة التي يحددها تصنيف NYHA الوظيفي يستلزم اللجوء إلى العلاج الباضع (التدخل الجراحي) الذي يتمثل في استبدال الصمام التاجي بآخر أو رأب الصمام.
وهناك خيار آخر للعلاج وهو التوسيع بالبالون. ولتحديد المرضى الذين يمكن أن يستفيدوا من رأب الصمام التاجي بالبالون عبر الجلد، تم وضع نظام درجات تقييمي لتحديد ذلك. ويستند هذا النظام على أربعة معايير يتم تحديدها من خلال تخطيط صدى القلب (أشعة الإيكو)، وهي: حركة شرفات الصمام وسمك الشرفات وسمك منطقة تحت الصمام التاجي ودرجة التكلس. والمريض الذي يحصل في هذا التقييم على ثماني درجات أو أكثر تكون نتيجة هذا التدخل العلاجي بالنسبة له غير جيدة. وتكون النتائج رائعة مع بضع الصمام التاجي جراحيًا في حالة الأشخاص ذوي قصفة الانفتاح واضحة الصوت، على أن تكون نتيجة التقييم بالنسبة لهم أقل من 8 درجات مع عدم وجود كالسيوم في الوصلات الشريانية.

## وصلات خارجية
- Echocardiography in Mitral stenosis at Wikiecho
- Echocardiographic features of Mitral Stenosis
- Mitral Valve Repair at The Mount Sinai Hospital